# Gold Panda
Den kinesiske Gold Panda er en serie af guldmønter, der udstedes af Folkerepublikken Kina. Man begyndte at lave den i 1982. Designet skifter årligt (med en enkel undtagelse), og den er kommet i forskellige størrelser fra 1⁄20 troy ounce til 1 troy ounce.
Der laves også sølv-, platin- og palladium-mønter med samme design som guldmønten.

## Historie
De første guldpanda'er blev lavet i 1982, i størrelserne 1, 1⁄2, 1⁄4 og 1⁄10 troy ounce af 99,9 % guld. Året efter blev endnu en størrelse tilføjet - 1⁄20 oz. Nogle år blev større mønter lavet på 5 og 12 oz. I 2001 annoncerede man, at man ikke ville ændre designet årligt længere, så 2002-mønten blev ens med den fra 2001. Men samlere reagerede ved kun at købe halvt så mange mønter som normalt, og året efter gik Kina tilbage til deres oprindelige idé. Der er flere steder, der producerer mønterne, heriblandt - men ikke kun - Beijing, Shenzhen, Shanghai og Shenyang. I modsætningen til de amerikanske mønter, der viser hvor de er præget, kan man ikke se det på guldpanda'erne. Nogle få år har der dog været små ændringer, så man kunne se, hvor den blev præget.

## Beskrivelse
Forside: En tegning af Himmeltemplet (et tempel i Beijing), og bogstaver øverst, der siger "Zhonghoa Renmin Gonghegou", der betyder Folkerepublikken Kina. Nederst står årstallet med arabertal
Bagside: Forskellige tegninger af pandaer, som er et nationalsymbol for Kina. Designet varierer hvert år med undtagelse af år 2001 og 2002, hvor designet var ens.

## Dimensioner
| Påtrykt værdi | Guldindhold     | Total vægt | Diameter | Tykkelse |
| ------------- | --------------- | ---------- | -------- | -------- |
| 500 Yuan      | 1 Troy ounce    | 31.103g    | 32.05mm  | 2.70mm   |
| 200 Yuan      | 1/2 Troy ounce  | 15.5515g   | 27.00mm  | 1.85mm   |
| 100 Yuan      | 1/4 Troy ounce  | 7.7758g    | 21.95mm  | 1.53mm   |
| 50 Yuan       | 1/10 Troy ounce | 3.1103g    | 17.95mm  | 1.05mm   |
| 5 Yuan        | 1/20 Troy ounce | 1.5552g    | 13.92mm  | 0.83mm   |